# Gottlieb Wilhelm Bischoff

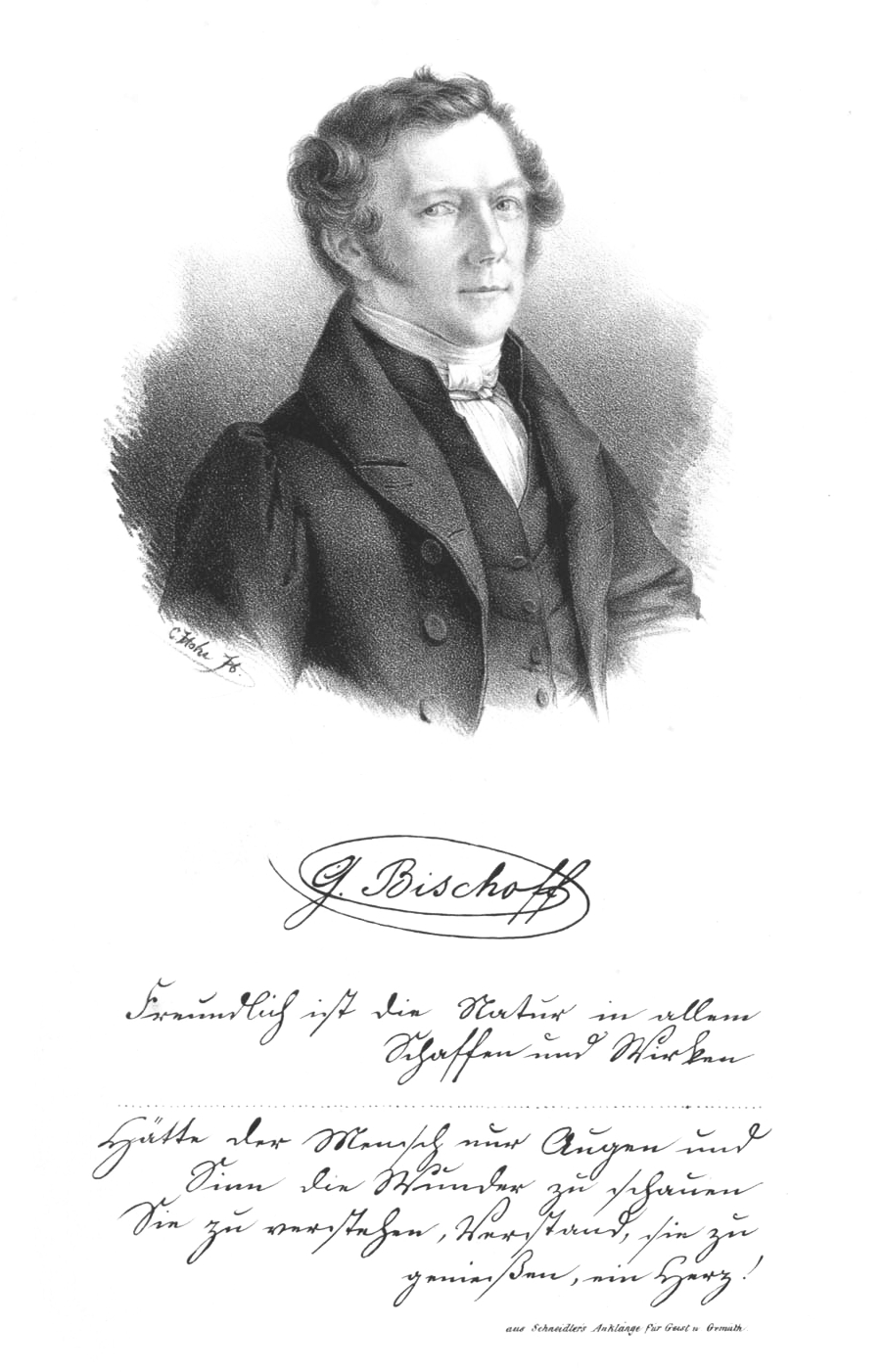

Gottlieb Wilhelm T.G. Bischoff (Bad Dürkheim, 21 de maio de 1797 - Heidelberg, 11 de setembro de 1854 foi um professor e botânico alemão.

## Obras
- Handbuch der botanischen Terminologie und Systemkunde (1830 a 1844)
- Lehrbuch der allgemeinen Botanik (1834-1840)
- Wörterbuch der beschreibenden Botanik (1839)
- Medizinisch-pharmazeutische Botanik (1843)
- Die Botanik in ihren Grundrissen und nach ihrer historischen Entwicklung (1848)
- Beiträge zur Flora Deutschlands und der Schweiz (1851)